# Hokey Pokey
Hokey Pokey je druhé společné studiové album britského hudebníka Richarda Thompsona a jeho manželky, zpěvačky Lindy Thompson. Nahráno bylo během září a října roku 1974 v londýnském studiu Sound Techniques a vydalo jej v dubnu následujícího roku vydavatelství Island Records. Producenty alba byli John Wood a Simon Nicol. V roce 2004 vyšla reedice alba obsahující pět bonusových nahrávek; jsou mezi nimi tři skladby nahrané pro BBC a dvě z koncertů.

## Seznam skladeb
| Pořadí         | Název                             | Autor            | Délka |
| -------------- | --------------------------------- | ---------------- | ----- |
| 1.             | Hokey Pokey                       | Richard Thompson | 3:22  |
| 2.             | I'll Regret It All in the Morning | Richard Thompson | 3:35  |
| 3.             | Smiffy's Glass Eye                | Richard Thompson | 2:52  |
| 4.             | The Egypt Room                    | Richard Thompson | 3:54  |
| 5.             | Never Again                       | Richard Thompson | 3:08  |
| 6.             | Georgie on a Spree                | Richard Thompson | 3:39  |
| 7.             | Old Man Inside a Young Man        | Richard Thompson | 4:26  |
| 8.             | The Sun Never Shines on the Poor  | Richard Thompson | 3:40  |
| 9.             | A Heart Needs a Home              | Richard Thompson | 3:48  |
| 10.            | Mole in a Hole                    | Mike Waterson    | 3:21  |
| Celková délka: | Celková délka:                    | Celková délka:   | 36:02 |

| Bonusy na reedici z roku 2004 | Bonusy na reedici z roku 2004 | Bonusy na reedici z roku 2004 | Bonusy na reedici z roku 2004 |
| Pořadí                        | Název                         | Autor                         | Délka                         |
| ----------------------------- | ----------------------------- | ----------------------------- | ----------------------------- |
| 11.                           | Wishing                       | Buddy Holly, Bobby Montgomery | 2:12                          |
| 12.                           | I'm Turning Off a Memory      | Merle Haggard                 | 2:30                          |
| 13.                           | A Heart Needs a Home          | Richard Thompson              | 3:45                          |
| 14.                           | Hokey Pokey                   | Richard Thompson              | 3:35                          |
| 15.                           | It'll Be Me                   | Jack Clement                  | 4:24                          |
| Celková délka:                | Celková délka:                | Celková délka:                | 52:36                         |

## Obsazení
- Richard Thompson – zpěv, kytara, mandolína, dulcimer, klavír
- Linda Thompson – zpěv
- Timi Donald – bicí
- Pat Donaldson – baskytara
- Simon Nicol – kytara, klavír, varhany, zpěv
- John Kirkpatrick – akordeon
- Ian Whiteman – klavír
- Sidonie Goossens – harfa
- Aly Bain – housle
- The CWS Silver Band